# Euperipatoides rowelli
Euperipatoides rowelli är en klomaskart som beskrevs av Reid 1996. Euperipatoides rowelli ingår i släktet Euperipatoides och familjen Peripatopsidae. Inga underarter finns listade i Catalogue of Life.